# Иннанна

Иннанна (இண்ணன்னா) — 19-я буква тамильского алфавита, обозначает ретрофлексный носовой согласный, классифицируемый как мягкий согласный звук, причем разница между ங, ஞ, ண, ந, ன настолько мала, что ей можно научиться только у носителя языка. Кроме того, при слитном написании слов буква ண заменяет последнюю букву первого слова и первую букву следующего, если это ள் и ந். Слова также не начинаются на ண, вместо этого написание следует предварять короткой гласной இ. Код юникода — U+0BA3.